# Hanford Site

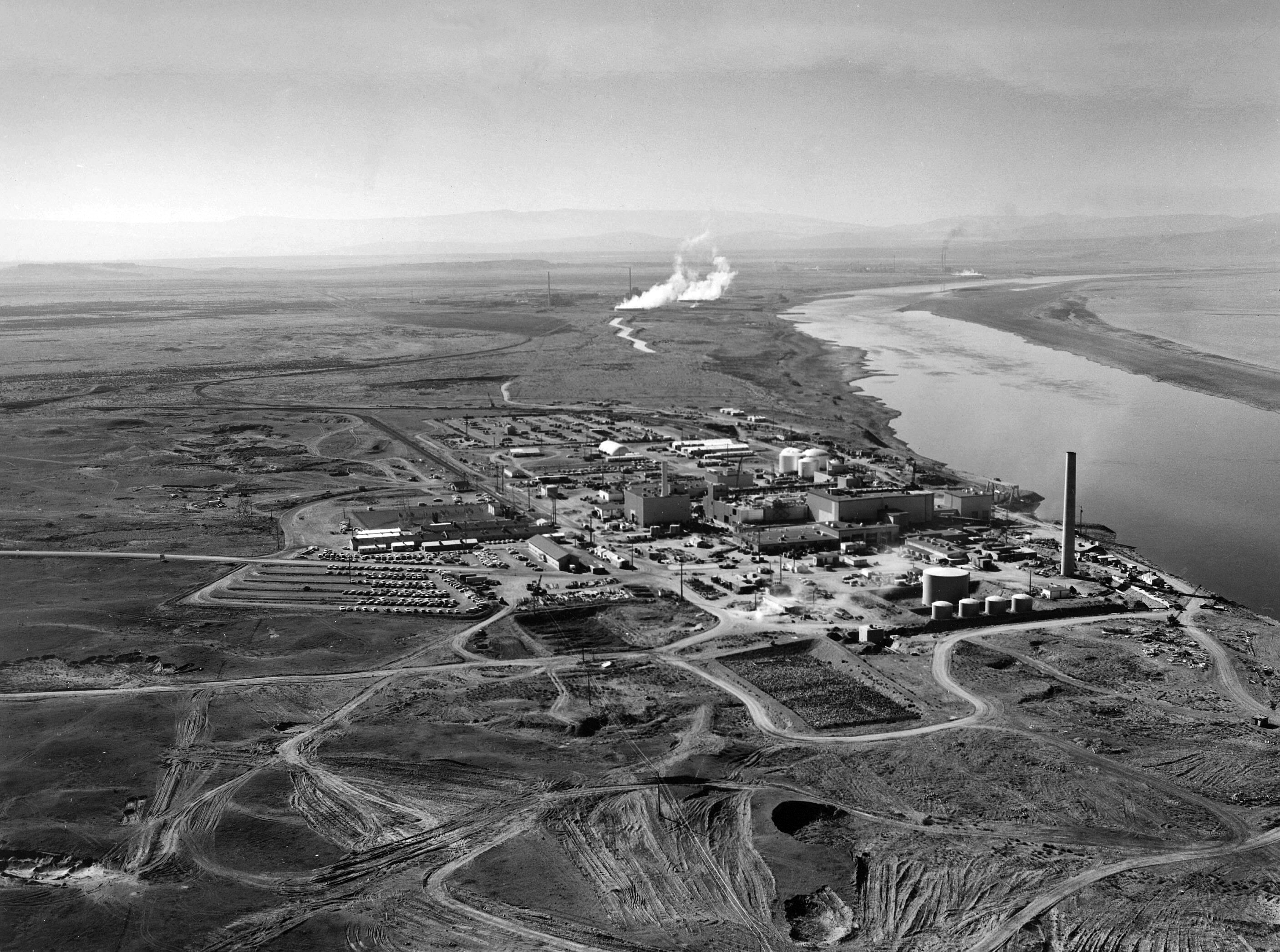
Reactor nuclears a Hanford Site el 1960.

Hanford Site és un complex d'energia nuclear a les vores del riu Columbia dels Estats Units a Washington. Ocupa 586 milles quadrades (1,518 km2). Aquest lloc ha rebut altres noms que inclouen: Hanford Project, Hanford Works, Hanford Engineer Works i Hanford Nuclear Reservation. Va ser establert l'any 1943 com a part del Manhattan Project a Hanford, aquest lloc va tenir el Reactor B, el primer productor a gran escala de Plutoni del món. El plutoni fabricat a aquest lloc es va usar en la primera bomba nuclear provada a Trinity Site, i a Fat Man, explotada a Nagasaki, Japó
Durant la Guerra Freda aquest projecte s'expandí per reprocessar plutoni. El govern dels Estats Units reconeix que les operacions dutes a terme a Hanford van alliberar quantitats significatives de materials radioactius contaminants a l'aire i al riu Colúmbia.

## Vegeu també

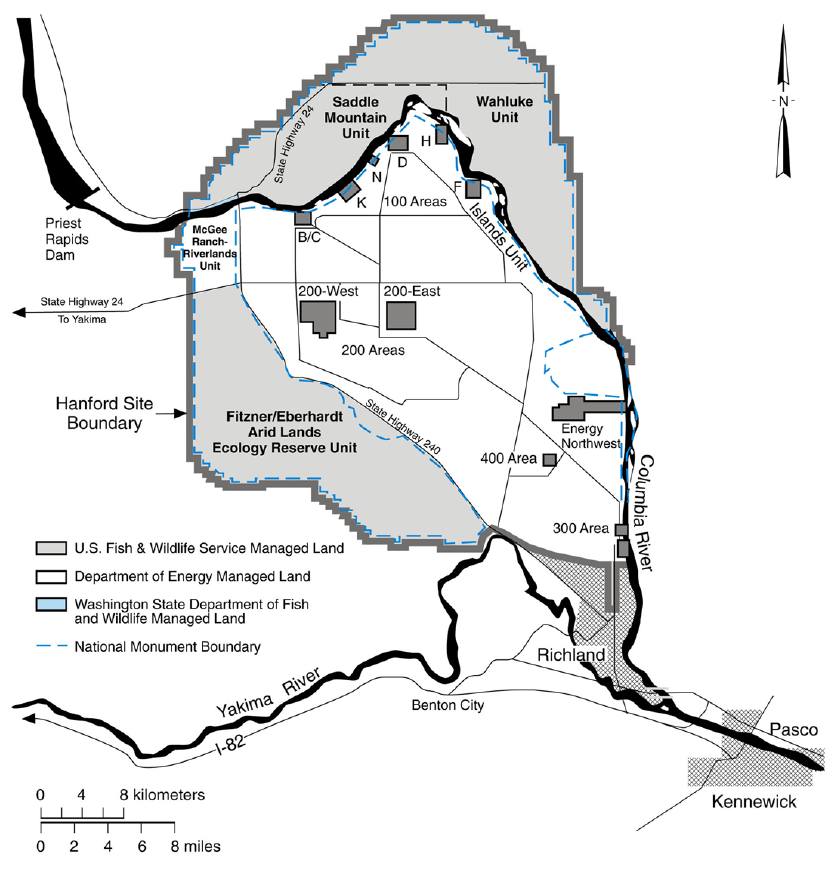
Mapa de Hanford Site el 2000